# Campeonato Mundial de Atletismo de 2015 - Lançamento de disco feminino
A prova do arremesso de disco feminino do Campeonato Mundial de Atletismo de 2015  foi disputada entre 24 e 25 de agosto no Estádio Nacional de Pequim, em Pequim.

## Recordes
Antes desta competição, os recordes mundiais e do campeonato nesta prova eram os seguintes:
| Tipo                  | Atleta           | Distância | Local          | Data                 | Ref |
| --------------------- | ---------------- | --------- | -------------- | -------------------- | --- |
|                       | Gabriele Reinsch | 76,80     | Neubrandenburg | 7 de julho de 1988   | ver |
| Recorde do campeonato | Martina Hellmann | 71,62     | Roma           | 31 de agosto de 1987 | ver |

## Medalhas
| Ouro                  | Prata                 | Bronze              |
| Denia Caballero (CUB) | Sandra Perković (CRO) | Nadine Müller (GER) |

## Cronograma
Todos os horários são locais (UTC+8).
| Data         | Hora  | Evento        |
| ------------ | ----- | ------------- |
| 24 de agosto | 09:35 | Eliminatórias |
| 25 de agosto | 19:00 | Final         |

## Resultados

### Eliminatórias
Qualificação: 63,00 m (Q) e pelo menos 12 melhores (q) avançam para a final. 
| Colocação | Grupo | Atleta                    | Nacionalidade  | #1    | #2    | #3    | Marca | Notas |
| --------- | ----- | ------------------------- | -------------- | ----- | ----- | ----- | ----- | ----- |
| 1         | A     | Denia Caballero           | Cuba           | 65.15 |       |       | 65.15 | Q     |
| 2         | B     | Sandra Perković           | Croácia        | 58.95 | 64.51 |       | 64.51 | Q     |
| 3         | B     | Nadine Müller             | Alemanha       | 64.39 |       |       | 64.39 | Q     |
| 4         | A     | Julia Fischer             | Alemanha       | 63.38 |       |       | 63.38 | Q     |
| 5         | B     | Yaime Pérez               | Cuba           | x     | 61.79 | 62.93 | 62.93 | q     |
| 6         | A     | Shanice Craft             | Alemanha       | 62.73 | x     | x     | 62.73 | q     |
| 7         | B     | Gia Lewis-Smallwood       | Estados Unidos | 62.04 | 60.28 | –     | 62.04 | q     |
| 8         | A     | Dani Samuels              | Austrália      | x     | 61.87 | 62.01 | 62.01 | q     |
| 9         | B     | Mélina Robert-Michon      | França         | 60.23 | 57.93 | 61.78 | 61.78 | q     |
| 10        | A     | Su Xinyue                 | China          | 61.04 | 60.70 | 61.68 | 61.68 | q     |
| 11        | A     | Whitney Ashley            | Estados Unidos | 60.88 | x     | 60.18 | 60.88 | q     |
| 12        | B     | Natalia Semenova          | Ucrânia        | 59.96 | 60.72 | 57.74 | 60.72 | q     |
| 13        | A     | Zinaida Sendriūtė         | Lituânia       | 60.33 | x     | 55.22 | 60.33 |       |
| 14        | B     | Shelbi Vaughan            | Estados Unidos | 60.24 | x     | 57.38 | 60.24 |       |
| 15        | A     | Yelena Panova             | Rússia         | 60.21 | 57.52 | 55.69 | 60.21 |       |
| 16        | B     | Tan Jian                  | China          | 59.84 | x     | x     | 59.84 |       |
| 17        | B     | Yekaterina Strokova       | Rússia         | x     | x     | 59.32 | 59.32 |       |
| 18        | A     | Te Rina Keenan            | Nova Zelândia  | 57.11 | 59.20 | 58.79 | 59.20 |       |
| 19        | A     | Andressa de Morais        | Brasil         | 55.85 | x     | 59.08 | 59.08 |       |
| 20        | B     | Dragana Tomašević         | Sérvia         | 56.70 | 57.48 | 58.98 | 58.98 |       |
| 21        | A     | Lu Xiaoxin                | China          | x     | 58.12 | 58.55 | 58.55 |       |
| 22        | B     | Karen Gallardo            | Chile          | 55.96 | 58.32 | 55.50 | 58.32 |       |
| 23        | B     | Chrysoula Anagnostopoulou | Grécia         | 55.23 | 58.20 | x     | 58.20 |       |
| 24        | A     | Sabina Asenjo             | Espanha        | 57.56 | x     | 58.04 | 58.04 |       |
| 25        | A     | Yuliya Maltseva           | Rússia         | 57.08 | 57.03 | x     | 57.08 |       |
| 26        | B     | Fernanda Martins          | Brasil         | 56.74 | x     | 56.26 | 56.74 |       |
| 27        | A     | Sanna Kämäräinen          | Finlândia      | 56.68 | 53.19 | x     | 56.68 |       |
| 28        | A     | Rocío Comba               | Argentina      | x     | 56.11 | x     | 56.11 |       |
| 29        | B     | Subenrat Insaeng          | Tailândia      | 50.20 | 55.14 | x     | 55.14 |       |
| 30        | B     | Siositina Hakeai          | Nova Zelândia  | 54.89 | x     | x     | 54.89 |       |
| 31        | B     | Irina Rodrigues           | Portugal       | x     | 48.10 | 52.82 | 52.82 |       |

### Final
A final ocorreu às 19:00.
| Colocação         | Atleta               | Nacionalidade  | # 1   | # 2   | # 3   | # 4   | # 5   | # 6   | Marca | Notas |
| ----------------- | -------------------- | -------------- | ----- | ----- | ----- | ----- | ----- | ----- | ----- | ----- |
| Medalha de ouro   | Denia Caballero      | Cuba           | 69.28 | 63.83 | x     | 65.97 | 66.55 | 66.58 | 69.28 |       |
| Medalha de prata  | Sandra Perković      | Croácia        | x     | 65.35 | x     | 65.37 | x     | 67.39 | 67.39 |       |
| Medalha de bronze | Nadine Müller        | Alemanha       | 65.53 | x     | 60.85 | x     | x     | 62.67 | 65.53 |       |
| 4                 | Yaime Pérez          | Cuba           | x     | 62.63 | 59.63 | 64.60 | 64.31 | 65.46 | 65.46 |       |
| 5                 | Julia Fischer        | Alemanha       | 63.88 | x     | x     | 59.22 | x     | 63.19 | 63.88 |       |
| 6                 | Dani Samuels         | Austrália      | 53.65 | 62.90 | 63.08 | 63.14 | 61.48 | 62.31 | 63.14 |       |
| 7                 | Shanice Craft        | Alemanha       | 61.80 | 61.72 | 61.46 | 59.23 | 63.10 | 62.86 | 63.10 |       |
| 8                 | Su Xinyue            | China          | 62.90 | 62.58 | 58.47 | 61.56 | 62.33 | 62.61 | 62.90 |       |
| 9                 | Whitney Ashley       | Estados Unidos | x     | 56.91 | 61.05 |       |       |       | 61.05 |       |
| 10                | Mélina Robert-Michon | França         | 59.25 | 60.92 | 59.89 |       |       |       | 60.92 |       |
| 11                | Gia Lewis-Smallwood  | Estados Unidos | x     | 60.55 | 59.02 |       |       |       | 60.55 |       |
| 12                | Natalia Semenova     | Ucrânia        | 57.94 | 59.54 | 54.97 |       |       |       | 59.54 |       |

Legenda
| Recorde mundial       | Recorde mundial (World record)               |                       | Recorde africano                      | Recorde africano (African) |                                           | Q | Classificado por posição (Qualified) |
| Recorde do campeonato | Recorde do campeonato (Championship record)  | Recorde da América    | Recorde da América (Americas)         | q                          | Classificado por melhor tempo (Qualified) |   |                                      |
| Melhor marca do ano   | Melhor marca do ano (World leading)          | Recorde asiático      | Recorde asiático (Asian)              | DNS                        | Não largou (Did not start)                |   |                                      |
| Recorde nacional      | Recorde nacional (National record)           | Recorde europeu       | Recorde europeu (European)            | DNF                        | Não terminou (Did not finish)             |   |                                      |
| Recorde pessoal       | Recorde pessoal do atleta (Personal best)    | Recorde da Oceania    | Recorde da Oceania (Oceania)          | DSQ / DQ                   | Desclassificado (Disqualified)            |   |                                      |
| Recorde da temporada  | Recorde da temporada do atleta (Season best) | Recorde sul-americano | Recorde sul-americano (South America) | NM                         | Sem marca (No mark)                       |   |                                      |